# Heiner Baltes
Heiner Baltes (* 19. August 1949 in Erkrath-Unterbach) ist ein ehemaliger deutscher Fußballspieler. Der Abwehrspieler absolvierte von 1971 bis 1981 für Fortuna Düsseldorf in der Fußball-Bundesliga 279 Spiele und erzielte dabei elf Tore. Insgesamt spielte Baltes 23-mal für die deutsche Fußballnationalmannschaft der Amateure. 1972 und 1975 kam er zweimal in der B-Elf, sowie 1972 und 1973 dreimal in der Juniorennationalelf U-23 des DFB zum Einsatz.

## Laufbahn
Als A-Jugendlicher des SC Unterbach wechselte Heiner Baltes 1967 zu Fortuna Düsseldorf. Als Spieler der Amateurmannschaft debütierte er 1970/71 in der Fußball-Regionalliga West und kam in der Meistersaison der Fortuna zu zwei Ligaeinsätzen. In der erfolgreichen Aufstiegsrunde zur Bundesliga war er in drei Spielen aktiv. Im ersten Jahr in der Bundesliga, 1971/72, absolvierte er unter Trainer Heinz Lucas alle 34 Rundenspiele und erzielte dabei auch noch an der Seite der Mitspieler Reiner Geye, Dieter Herzog, Egon Köhnen, Werner Lungwitz, Werner Kriegler, Klaus Budde und Fred Hesse vier Tore. Im zweiten und dritten Jahr in der Bundesliga, 1973 und 1974, errang die Fortuna mit jeweils dem dritten Rang, die beste Platzierung.
Mit Gerd Zewe und Wolfgang Seel waren weitere Leistungsträger zur Mannschaft gekommen.
Baltes spielte am Anfang offiziell noch als Amateur, damit er an den Olympischen Spielen 1972 in München teilnehmen durfte. Sein Debüt in der Amateurnationalmannschaft gab er am 7. September 1971 in München gegen Bulgarien unter dem damaligen DFB-Trainer Jupp Derwall. Bei den Olympischen Spielen 1972 bestritt er alle sechs Spiele für die deutsche Mannschaft. Sein 23. und letztes Länderspiel für die Amateurauswahl bestritt Baltes am 13. März 1974 in Bielefeld beim 3:1-Erfolg gegen England. Mit diesem Erfolg qualifizierte sich die deutsche Amateurnationalmannschaft für den in Rijeka ausgetragenen UEFA Amateur Cup, den die Mannschaft (gemeinsam mit der Mannschaft Jugoslawiens) gewann.
Baltes war bei Fortuna Düsseldorf während seiner gesamten Karriere Stammspieler. Von 1975/76 bis 1979/80 versäumte der eisenharte Abwehrspieler in fünf Runden in Folge lediglich ein Bundesligaspiel. Das geschah unter den Trainern Sepp Piontek (bis 14. April 1976), Manfred Krafft (interim), Dietrich Weise (1976–78), Hans-Dieter Tippenhauer (1978–79) und Otto Rehhagel. Seine größten Erfolge mit Fortuna erlebte er im DFB-Pokal und Europapokal. Zuerst verlor er am 15. April 1978 nach dem erstmaligen Einzug in das Finale, das Endspiel mit 0:2 Toren gegen den 1. FC Köln. Er gewann aber 1979 und 1980 zweimal den DFB-Pokal mit der Fortuna. Außerdem stand er 1979 im Finale um den Europapokal der Pokalsieger, das seine Mannschaft gegen den FC Barcelona verlor. Dabei hatte der zuverlässige Defenspieler alle neun Partien gegen Craiova. Aberdeen, Genf und Ostrau bestritten. Seine zwei letzten Einsätze im Europapokal hatte Baltes in der Serie 1980/81, als er im Viertelfinale in den zwei Spielen gegen Benfica Lissabon (2:2/0:1) im März 1981 nochmals am Ball war.
Mit dem Spiel am 21. März 1981 bei Bayer 04 Leverkusen – verletzungsbedingt wurde er in der 33. Minute ausgewechselt – beendete Heiner Baltes nach insgesamt 279 Einsätzen in der Bundesliga und mit 11 erzielten Toren seine Laufbahn.

## Statistiken
- Bundesliga (279 Spiele/11 Tore)
- Regionalliga (2 Spiele/0 Tore)
- DFB-Pokal (41 Spiele/2 Tore)
- Europapokal (25 Spiele/0 Tore)